# 宇宙船シリカ
宇宙船シリカ（うちゅうせんシリカ）は、NHK総合テレビジョンで1960年9月5日から1962年3月27日まで放送されたSF人形劇。全227回。

## 概要
竹田人形座によるマリオネット劇。シリカ号という宇宙船で、主人公のピロ少年が宇宙の様々な星を巡って冒険を繰り広げる物語である。他にピロの姉のネリ、艇長のボブの3人がシリカ号に乗り組み、ピロと共に宇宙を旅する。また、ピロの愛犬ピスがいるが、ピスはピロが作った冠形の翻訳機を頭に付け、人間と自由に会話ができる。船内の業務はすべてロボットが行なうようになっていて、操縦を担当する操縦ロボット、乗組員の食事を作る食事ロボット、医療を担当するドクトルロボット、新しい星に着陸した際の偵察や船内での行事の写真撮影をするカメラロボットなどがあった。
シリカ号はコッペパン型の船体で中央の上部に透明なドームがあり、船体前部にはレーダーアンテナと思われる回転する装備がある。推進方法は不詳。惑星への着陸時には3本の脚が船体下部から出る。
シリカ号が探検した星も様々で、透明人間が住む星、海底人の星、小人の星、すべてが完全に機械化（オートメーション）されて肉体が退化した生物が住む星、金属人間が住む星などがあり、ピロたちは、最初はそれらの宇宙人と意志が通じずに敵対して危険な目に会うこともあるが、最後は和解し、友好を深めて宇宙へ旅立つ。他にも、ピロや宇宙人たちに襲いかかる怪獣、宇宙空間を泳ぐ宇宙クジラ、他の星に接近してあらゆるものを引き付けては放り飛ばすゴムまり星、惑星同士の衝突などの見せ場が多々あり、年代的にもアメリカ・ソ連の宇宙開発競争の最中で、日本でも宇宙への関心が高まっていた時期であり、人気を呼んだ作品であった。
最終回は、ピロが地球に帰って大学へ入るので宇宙探検は終了し、ネリとボブが結婚するという設定であった。
NHKに残されている映像は第123回「イクチオザウルスの最後」（1961年3月17日放送）のキネレコ1本のみだが、台本はすべて現存している。

## 放送時間
- 月曜 - 金曜 17時40分 - 17時50分（1960年9月5日[第1回]放送開始 - 1961年3月28日[第128回]）
- 月曜 - 火曜 17時45分 - 18時00分（1961年4月3日[第129回] - 1962年3月27日[第227回]放送終了）

## スタッフ
- 原作：星新一
- 脚本：森文兵（第1回 - 第20回）、前田武彦（第21回 - 第142回、第180回 - 第227回［最終回］）、若林一郎（第143回 - 第179回）
- 音楽：冨田勲
- 人形美術：竹田喜之助
- 主題歌：「宇宙船シリカ」（作詞：前田武彦、作曲：冨田勲、歌：東京放送児童合唱団）
- 担当: NHK婦人少年部  TV少年班
- 人形操作: 竹田人形座/竹田三之助、竹田扇之助、竹田喜之助、竹田三枝、竹田助二郎、穴沢安光、　関すすむ、川辺和雄、石山幸代、天島優子、田川みち、能、山崎
- ミニチュア: 八洋社スタジオ
- 写真セット: フォートフィルム
- 小道具: 山崎多美子
- TD: 畔柳、沢村、黒柳、中藤
- カメラ: 白井、関、小島、小林、佐藤(男)、塩野、斉藤、山崎
- LD: 春日、高橋、関口、五十嵐、君波、鈴木
- VE: 神田
- MIX: 西山、宮川、岩崎
- デザイン: 荒井、薄井
- 大道具: 松永
- 進行: 志村
- 効果: 桜井、幸田、松下、クワイ、依田、石川、須藤
- 演奏: アンサンブルファンタジア
- うた: 東京放送児童合唱団
- 制作: 加藤好雄
- 演出: 安江 進、山岸、佐藤(女)

## 登場キャラクター

### レギュラー
- ピロ（喜多道枝）
- ネリ（永井鈴子）
- ボブ艇長（石原良）
- ピス（本野麻耶）
- ライフ博士（若山弦蔵）
- 操縦ロボットX-4（田畑明彦）
- 計算ロボットX-5（田畑明彦）
- 食事ロボットX-2（湯浅実）
- 監督ロボットX-30（湯浅実）
- ドクトル・ロボット（久富惟晴）
- ロケット係ロボットX-8（内山森彦）
- プロペラ・ロボットX-50（内山森彦）
- 何でもロボット（谷沢裕治）

### 1960年度
氷の星
- ヒマラヤ博士（村瀬正彦）
- 氷の国の王（松島みのり）

いそがしい星
- 外務大臣（内山森彦）
- 大統領ソソッカ氏（湯浅実）
- 悪人ギョロンボ（田畑明彦）

ガンマピエール星
- ミエーヌ市長（川久保潔）
- 警察署署長（谷口裕平）
- 悪人スパイダー（内山森彦）
- 悪人ドライダー（永山一夫）
- 悪人B（久富惟晴）

探検家パル
- 探検家パル（小林恭治）

オクタ星第2基地建設
- BX5512号操縦士 グール（木下秀雄）

ケイソ宇宙人
- 光レコーダー（伊庭宏子）
- モチーフ首相（昔々亭桃太郎）

ツエータ・ペンタ星
- 海底アッシュベーター国王（松島みのり）
- 海底人間トス（南恵子）
- 海底イグレックアルファ国王（永山一夫）

白い玉、アルバ・カンガルー星
- カンガルー国王（小幡昭子）
- カンガルー人（天地総子）

みえない星、いそがしい星、氷の星
- 秘書ロボット（山口崇）
- 銀の玉のガイド（向井迪子）
- アナウンサー（加藤みどり）

### 1961年度
金属人間の星
- アイアン村長（土屋靖男）
- スチール助役（岩城和夫）
- ステンレス氏（臼井孝子）
- 金属人間A（小坂惇恒）
- 金属人間B（山口裕志郎）

小とりの星
- 小とり（三輪勝恵）
- 大とり（黒江悠久）

カメの星
- カメA（三遊亭小金馬）
- カメB（上田敏也）

巨人の星
- オドロキ王（三田松五郎）
- 家来の小リス（木下喜久子）
- ネズミα（田畑明彦）
- ネズミβ（谷沢裕兵）

うりふたつの星
- タンキイ（小幡昭子）
- ピンキイ（住吉みさき）
- ポンキイ（田村元沼）
- TVアナ（加藤みどり）

オートメ星
- ゴジョータイロボット（北上了一）
- オートメ星長 ペ氏（中川謙治）
- 外務長官 パ氏（山口崇）
- ピ氏（加藤みどり）
- プ氏（松崎玲子）

神殿の星・怪獣ビリン
- フタナベシンサブロー（高橋悦史）
- フジワラハル（伊藤牧子）
- カゲの声（芳川和子）
- バナナ男（北上了一）
- ピカドン（田畑明彦）
- アトム（高山健二、小山勝正）
- ビキニ（三枝陽子）

モーラ星
- モーラ人（財部宏子）

第二回宇宙会議
- カメ（財部宏子）
- スパイダー（中川謙治）

ごむまり星
- ごもっとも（武田国久）

アルファ星雲・しんきろう星
- 映画監督 ハヤトリー（起田志郎）
- カメラマン ピンボーケ（中川謙治）
- 市長（今井純）
- TVアナ（桜井英一）

わからない星
- 宇宙人1 アイン（高橋悦史）
- 宇宙人2 ツワイ（北上了一）
- 宇宙人3 ドライ（財部宏子）
- 大統領チトワル（永山一夫）

小人の星
- 小人A（鳥山恭子）
- 小人B（駒村クリ子）
- 小人C リトル（南恵子）
- 小人D（芳川和子）

## 放送リスト

### 1960年度
| 回  | タイトル                        | 放送日              |
| --- | ------------------------------- | ------------------- |
| 1   | 宇宙基地                        | 1960年09月05日 月曜 |
| 2   | 不思議な金属                    | 1960年09月06日 火曜 |
| 3   | くるったロボット                | 1960年09月07日 水曜 |
| 4   | マヤジフ・ラチコ                | 1960年09月08日 木曜 |
| 5   | シリカ号出発                    | 1960年09月09日 金曜 |
| 6   | 流星群                          | 1960年09月26日 月曜 |
| 7   | 闇にうくロケット                | 1960年09月27日 火曜 |
| 8   | ロケットAX1909                  | 1960年09月28日 水曜 |
| 9   | 氷の星へ                        | 1960年09月29日 木曜 |
| 10  | 水の星の人かげ                  | 1960年09月30日 金曜 |
| 11  | 危い!ネリさん                   | 1960年10月03日 月曜 |
| 12  | 氷男                            | 1960年10月04日 火曜 |
| 13  | がんばれピロ君!                 | 1960年10月05日 水曜 |
| 14  | 危ない!シリカ                   | 1960年10月06日 木曜 |
| 15  | またまた不思議な金属            | 1960年10月07日 金曜 |
| 16  | 氷の星の不思議な出来事          | 1960年10月10日 月曜 |
| 17  | 奪われたシリカ                  | 1960年10月11日 火曜 |
| 18  | ネリさんがんばれ                | 1960年10月12日 水曜 |
| 19  | 氷の星の不思議                  | 1960年10月13日 木曜 |
| 20  | 永の星に春が来る                | 1960年10月14日 金曜 |
| 21  | 再び闇の宇宙へ!                 | 1960年10月17日 月曜 |
| 22  | 不思議なひかる玉                | 1960年10月18日 火曜 |
| 23  | ロボット狂う                    | 1960年10月19日 水曜 |
| 24  | ボブさんがんばれ!!              | 1960年10月20日 木曜 |
| 25  | 不思議な銀の玉の秘密            | 1960年10月21日 金曜 |
| 26  | 見えたぞ!銀の星                 | 1960年10月24日 月曜 |
| 27  | ようこそみなさん                | 1960年10月25日 火曜 |
| 28  | いそがしい星                    | 1960年10月26日 水曜 |
| 29  | 劇場へ行く                      | 1960年10月27日 木曜 |
| 30  | 誰かやって来た!                 | 1960年10月28日 金曜 |
| 31  | いそがしい使者                  | 1960年10月31日 月曜 |
| 32  | 悪人ギョロンボ                  | 1960年11月01日 火曜 |
| 33  | ジープで追跡だ!                 | 1960年11月02日 水曜 |
| 34  | 砂漠の嵐                        | 1960年11月03日 木曜 |
| 35  | さよならいそがしい星            | 1960年11月04日 金曜 |
| 36  | 再び宇宙の旅へ                  | 1960年11月07日 月曜 |
| 37  | ふしぎな光る雲                  | 1960年11月08日 火曜 |
| 38  | ガンマ・ピエール星              | 1960年11月09日 水曜 |
| 39  | 砂の上に足跡が!                 | 1960年11月10日 木曜 |
| 40  | 不思議な信号                    | 1960年11月11日 金曜 |
| 41  | さあ、探検だ!                   | 1960年11月14日 月曜 |
| 42  | つかまったビロ                  | 1960年11月15日 火曜 |
| 43  | こわれた城                      | 1960年11月16日 水曜 |
| 44  | 狂った光線銃                    | 1960年11月17日 木曜 |
| 45  | 宇宙時間3時30分                 | 1960年11月18日 金曜 |
| 46  | 反射板の威力                    | 1960年11月21日 月曜 |
| 47  | スパイダーの行方                | 1960年11月22日 火曜 |
| 48  | コスモンX                       | 1960年11月23日 水曜 |
| 49  | みつけたぞ、スパイダー          | 1960年11月24日 木曜 |
| 50  | さようなら、見えない星          | 1960年11月25日 金曜 |
| 51  | レーダーにうつったもの          | 1960年11月28日 月曜 |
| 52  | こわれたロケット                | 1960年11月29日 火曜 |
| 53  | ロケットの中の男パル            | 1960年11月30日 水曜 |
| 54  | 事故現場へ                      | 1960年12月01日 木曜 |
| 55  | イプシロン・オクタ星            | 1960年12月02日 金曜 |
| 56  | 誰だ磁石を狂わすのは            | 1960年12月05日 月曜 |
| 57  | もう一つの月                    | 1960年12月06日 火曜 |
| 58  | シリカ号の休日                  | 1960年12月07日 水曜 |
| 59  | うずもれたシリカ号              | 1960年12月09日 金曜 |
| 60  | ライフ博士来る                  | 1960年12月13日 火曜 |
| 61  | 掘り出されたシリカ              | 1960年12月14日 水曜 |
| 62  | いよいよ基地の建設だ            | 1960年12月15日 木曜 |
| 63  | こわれた灯台ロケット            | 1960年12月16日 金曜 |
| 64  | 黒い月の人影                    | 1960年12月19日 月曜 |
| 65  | こんどこそ基地の建設だ          | 1960年12月20日 火曜 |
| 66  | いん石群の来襲                  | 1960年12月21日 水曜 |
| 67  | ピロを倒したものは?             | 1960年12月22日 木曜 |
| 68  | また、あの金属だ                | 1960年12月23日 金曜 |
| 69  | 食事ロボットの実験              | 1960年12月26日 月曜 |
| 70  | 準備はOK!                       | 1960年12月27日 火曜 |
| 71  | クリスマス休暇                  | 1960年12月28日 水曜 |
| 72  | ケイン宇宙人現わる!             | 1960年12月29日 木曜 |
| 73  | オクタ基地のお正月              | 1961年01月04日 水曜 |
| 74  | おぞうに宇宙食                  | 1961年01月05日 木曜 |
| 75  | 水を求めて                      | 1961年01月06日 金曜 |
| 76  | 湖水のある星                    | 1961年01月09日 月曜 |
| 77  | 食事ロボットの足                | 1961年01月10日 火曜 |
| 78  | ツェーター・ベンタ星            | 1961年01月11日 水曜 |
| 79  | 海底人間現わる                  | 1961年01月12日 木曜 |
| 80  | 海底の裁判                      | 1961年01月13日 金曜 |
| 81  | あぶない!ピロ                   | 1961年01月16日 月曜 |
| 82  | 海底からの客                    | 1961年01月17日 火曜 |
| 83  | ロボット捕まる                  | 1961年01月18日 水曜 |
| 84  | 二人の海底王                    | 1961年01月19日 木曜 |
| 85  | ツェーベンバリカ完成            | 1961年01月20日 金曜 |
| 86  | 海の底の平和                    | 1961年01月23日 月曜 |
| 87  | さあ，基地へ帰ろう              | 1961年01月24日 火曜 |
| 88  | オクタ・プール                  | 1961年01月25日 水曜 |
| 89  | 謎の白い玉                      | 1961年01月26日 木曜 |
| 90  | あの電波だ!                     | 1961年01月27日 金曜 |
| 91  | 枯れている植物                  | 1961年01月31日 火曜 |
| 92  | 植物を枯らした犯人              | 1961年02月01日 水曜 |
| 93  | アリモグラ                      | 1961年02月02日 木曜 |
| 94  | アンバ・カンガルー王            | 1961年02月06日 月曜 |
| 95  | アリモグラ退治                  | 1961年02月07日 火曜 |
| 96  | すばらしい考えだ                | 1961年02月08日 水曜 |
| 97  | ふえる白い玉                    | 1961年02月09日 木曜 |
| 98  | 白い玉の秘密                    | 1961年02月10日 金曜 |
| 99  | 食事ロボット カンガルー国に残る | 1961年02月13日 月曜 |
| 100 | シリカ、オクタ基地へ            | 1961年02月14日 火曜 |
| 101 | 休む間もなく                    | 1961年02月15日 水曜 |
| 102 | 光る雲に向かって                | 1961年02月16日 木曜 |
| 103 | 見えない星へ                    | 1961年02月17日 金曜 |
| 104 | 悪人スパイダー                  | 1961年02月20日 月曜 |
| 105 | ふしぎな薬をうりに来た男        | 1961年02月21日 火曜 |
| 106 | ミエーヌ草には毒がある          | 1961年02月22日 水曜 |
| 107 | いそがしい星今日は              | 1961年02月23日 木曜 |
| 108 | ヒマラヤ博士のビデオ・テープ    | 1961年02月24日 金曜 |
| 109 | いそがし大通りへ!               | 1961年02月27日 月曜 |
| 110 | テレビ塔上の捕りもの            | 1961年02月28日 火曜 |
| 111 | やっと出発だ                    | 1961年03月01日 水曜 |
| 112 | ヒマラヤ博士のロケット          | 1961年03月02日 木曜 |
| 113 | ヒマラヤ博士の病気              | 1961年03月03日 金曜 |
| 114 | 水の星の記録映画                | 1961年03月06日 月曜 |
| 115 | あつい氷の星                    | 1961年03月07日 火曜 |
| 116 | 運河をつくろう                  | 1961年03月08日 水曜 |
| 117 | あぶない!ヒマラヤ博士           | 1961年03月09日 木曜 |
| 118 | こんどは水の星へ                | 1961年03月10日 金曜 |
| 119 | 消えた海底王国                  | 1961年03月13日 月曜 |
| 120 | なくなった島                    | 1961年03月14日 火曜 |
| 121 | 怪物の正体                      | 1961年03月15日 水曜 |
| 122 | 魚竜イクチオザウルス            | 1961年03月16日 木曜 |
| 123 | イクチオザウルスの最後          | 1961年03月17日 金曜 |
| 124 | 海底王国の再建                  | 1961年03月22日 水曜 |
| 125 | 海底国をあとに                  | 1961年03月23日 木曜 |
| 126 | シリカ故障                      | 1961年03月24日 金曜 |
| 127 | 第一回宇宙会議                  | 1961年03月27日 月曜 |
| 128 | また会う日まで                  | 1961年03月28日 火曜 |

### 1961年度
| 回  | タイトル                 | 放送日              |
| --- | ------------------------ | ------------------- |
| 129 | シリカの改造             | 1961年04月04日 月曜 |
| 130 | シリカ新しい宇宙へ       | 1961年04月04日 火曜 |
| 131 | お化けロケット           | 1961年04月10日 月曜 |
| 132 | お化けロケットの正体     | 1961年04月11日 火曜 |
| 133 | あばれる宇宙くじら       | 1961年04月17日 月曜 |
| 134 | 宇宙くじらの秘密         | 1961年04月18日 火曜 |
| 135 | ついたぞ黒い星           | 1961年04月24日 月曜 |
| 136 | 金属人間                 | 1961年04月25日 火曜 |
| 137 | ポロリン病               | 1961年05月01日 月曜 |
| 138 | 怪しい油煙り             | 1961年05月02日 火曜 |
| 139 | 新しい星めざして         | 1961年05月08日 月曜 |
| 140 | 宇宙にただよう白い玉     | 1961年05月09日 火曜 |
| 141 | ことりの星の探検         | 1961年05月15日 月曜 |
| 142 | 大きな足あと             | 1961年05月16日 火曜 |
| 143 | 危機いっぱつの星         | 1961年05月22日 月曜 |
| 144 | かめの耳にねんぶつ       | 1961年05月23日 火曜 |
| 145 | 近づく大いん石           | 1961年05月29日 月曜 |
| 146 | シャベル作戦             | 1961年05月30日 火曜 |
| 147 | 美しいお客様             | 1961年06月05日 月曜 |
| 148 | 巨人の星                 | 1961年06月06日 火曜 |
| 149 | 王様の病気               | 1961年06月12日 月曜 |
| 150 | モスキング追跡           | 1961年06月13日 火曜 |
| 151 | ネリさんを救え!          | 1961年06月19日 月曜 |
| 152 | 王様およろこび           | 1961年06月20日 火曜 |
| 153 | SOSとOSO                 | 1961年06月26日 月曜 |
| 154 | うりふたつのロケット     | 1961年06月27日 火曜 |
| 155 | ニセモノ大流行           | 1961年07月03日 月曜 |
| 156 | シッポをつかまえろ       | 1961年07月04日 火曜 |
| 157 | ニセモノの秘密           | 1961年07月10日 月曜 |
| 158 | テレビで化けよう!        | 1961年07月11日 火曜 |
| 159 | 丸いキカイの招待         | 1961年07月17日 月曜 |
| 160 | オートメ星のたいくつ     | 1961年07月18日 火曜 |
| 161 | オートメ星みてあるき     | 1961年07月24日 月曜 |
| 162 | 大変です!パさん          | 1961年07月25日 火曜 |
| 163 | テレビの噴火             | 1961年07月31日 月曜 |
| 164 | オートメ星の運動会       | 1961年08月01日 火曜 |
| 165 | ふしぎな通信筒           | 1961年08月07日 月曜 |
| 166 | あやしいノック           | 1961年08月14日 月曜 |
| 167 | 怪獣ビリン               | 1961年08月15日 火曜 |
| 168 | ビリンの最後             | 1961年08月21日 月曜 |
| 169 | いそがしい星の怪事件     | 1961年08月22日 火曜 |
| 170 | ネボケビールス           | 1961年08月28日 月曜 |
| 171 | ネボケ病流行             | 1961年08月29日 火曜 |
| 172 | きかない薬               | 1961年09月04日 月曜 |
| 173 | ギョロンボの悪だくみ     | 1961年09月05日 火曜 |
| 174 | 怪ロケットあらわる       | 1961年09月11日 月曜 |
| 175 | 死の星へ!                | 1961年09月12日 火曜 |
| 176 | 電子頭脳                 | 1961年09月18日 月曜 |
| 177 | 長すぎた冬眠             | 1961年09月19日 火曜 |
| 178 | 星空をねって             | 1961年09月25日 月曜 |
| 179 | オクタ基地へ!            | 1961年09月26日 火曜 |
| 180 | グニャグニャ旋風         | 1961年10月02日 月曜 |
| 181 | 一難去って               | 1961年10月03日 火曜 |
| 182 | ピロ君がいない!          | 1961年10月09日 月曜 |
| 183 | グニャグニャ退治         | 1961年10月10日 火曜 |
| 184 | 第二回宇宙会議           | 1961年10月16日 月曜 |
| 185 | 宇宙選手権シリーズ       | 1961年10月17日 火曜 |
| 186 | 休日後のオクタ基地       | 1961年10月23日 月曜 |
| 187 | 宇宙ワニ                 | 1961年10月24日 火曜 |
| 188 | ごもっとも氏の話         | 1961年10月30日 月曜 |
| 189 | ごむまり星               | 1961年10月31日 火曜 |
| 190 | ミサイル作戦             | 1961年11月06日 月曜 |
| 191 | ゴムマリ星台風           | 1961年11月07日 火曜 |
| 192 | スペース・エコー危うし!  | 1961年11月13日 月曜 |
| 193 | 科学者として             | 1961年11月14日 火曜 |
| 194 | ピロ式ミサイル           | 1961年11月20日 月曜 |
| 195 | 水の星のシリカ           | 1961年11月21日 火曜 |
| 196 | アルファ星雲へ!          | 1961年11月27日 月曜 |
| 197 | 消えたヒマラヤ博士       | 1961年11月28日 火曜 |
| 198 | ビスのゆくえ             | 1961年12月04日 月曜 |
| 199 | 怪物アルファ現わる       | 1961年12月05日 火曜 |
| 200 | しんきろうの町           | 1961年12月11日 月曜 |
| 201 | クランク・イン           | 1961年12月12日 火曜 |
| 202 | シリカ オクタの基地へ    | 1961年12月18日 月曜 |
| 203 | 芝居のけいこ             | 1961年12月19日 火曜 |
| 204 | クリスマスキャロル その1 | 1961年12月25日 月曜 |
| 205 | クリスマスキャロル その2 | 1961年12月26日 火曜 |
| 206 | お年玉ロケット           | 1962年01月08日 月曜 |
| 207 | お年玉そうどう           | 1962年01月09日 火曜 |
| 208 | 第2シリカ航路ヘ!         | 1962年01月15日 月曜 |
| 209 | わからないさん           | 1962年01月16日 火曜 |
| 210 | わからないさんの星       | 1962年01月22日 月曜 |
| 211 | ねむりの正体             | 1962年01月23日 火曜 |
| 212 | さいみん術               | 1962年01月29日 月曜 |
| 213 | ドクトルさんの大てがら   | 1962年01月30日 火曜 |
| 214 | ネリさんの冒険           | 1962年02月05日 月曜 |
| 215 | 平和になったユール共和国 | 1962年02月06日 火曜 |
| 216 | ピロの新発明             | 1962年02月12日 月曜 |
| 217 | 宇宙雷族                 | 1962年02月13日 火曜 |
| 218 | 怪物の正体               | 1962年02月19日 月曜 |
| 219 | 小人の国のピロ           | 1962年02月20日 火曜 |
| 220 | 倉庫はからっぽ           | 1962年02月26日 月曜 |
| 221 | 怪物対怪物               | 1962年02月27日 火曜 |
| 222 | 宇宙のガリバー           | 1962年03月05日 月曜 |
| 223 | 最後のひとときまで       | 1962年03月06日 火曜 |
| 224 | 電波のひかりを           | 1962年03月12日 月曜 |
| 225 | さよなら!小人星          | 1962年03月13日 火曜 |
| 226 | 第三回宇宙会議           | 1962年03月26日 月曜 |
| 227 | 惑星Eへ                  | 1962年03月27日 火曜 |